# Hmelove, Ciornomorske
Hmelove (în ucraineană Хмельове) este un sat în comuna Novoivanivka din raionul Ciornomorske, Republica Autonomă Crimeea, Ucraina.

## Demografie
Componența lingvistică a localității Hmelove
     Rusă (32,74%)
     Tătară crimeeană (32,23%)
     Ucraineană (17,01%)
Conform recensământului din 2001, nu exista o limbă vorbită de majoritatea populației, aceasta fiind compusă din vorbitori de rusă (32,74%), tătară crimeeană (32,23%), ucraineană (17,01%) și armeană (1,27%).